# Сибола (округ)
Сибола (англ. Cibola) — округ в штате Нью-Мексико в США. Расположен в западной части штата. Площадь территории округа 11 763 км². Население по переписи 2010 составляло 27 213 человек.
Административный центр округа — город Грантс.

## География
По данным Бюро переписи населения США округ имеет общую площадь в 11 763,03 квадратных километров, из которых 11 757,2 кв. километров занимает земля и 5,83 кв. километров — вода. Площадь водных ресурсов составляет 0,05 % от всей его площади.
Округ Сибола расположен на высоте 2190 метров над уровнем моря.

## Демография
По данным переписи населения 2010 года в округе Сибола проживало 27 213 человек. Средняя плотность населения составляла около 2,3 человека на один квадратный километр.
Расовый состав округа по данным переписи распределился следующим образом: 11 386 (41,8 %) — белых, 275 (1 %) — чёрных или афроамериканцев, 149 (0,5 %) — азиатов, 11 156 (41 %) — коренных американцев, 26 (0,1 %) — выходцев с тихоокеанских островов, 3370 (12,4 %) — других народностей, 851 (3,1 %) — представителей смешанных рас. Испаноязычные или латиноамериканцы составили 36,5 % от всех жителей (9934 человека).
Население по возрастному диапазону по данным переписи распределилось следующим образом: 6834 человека (25,1 %) — жители младше 18 лет, 2550 человек (9,4 %) — от 18 до 24 лет, 3694 человека (13,6 %) — от 25 до 34 лет, 5374 человека (19,7 %) — от 35 до 49 лет, 5275 человек (19,4 %) — от 50 до 64 лет и 3486 человек (12,8 %) — в возрасте 65 лет и старше. Средний возраст жителей составил 36,6 года. Женщины составили 49,4 % (13 444 человека), мужчины — 50,6 % (13 769 человек).